# A Friend in London
Gli A Friend In London sono stati un gruppo musicale pop rock danese fondato nel 2005 a Vostrup.

## Carriera
Il gruppo si è formato nel 2005. Il cantante Tim Schou ha vinto il concorso Danish Young Talent 2005 e ciò ha permesso al gruppo di registrare il loro primo singolo Thoughts of a Boheme.
La radio nazionale danese P3 ha trasmesso in anteprima assoluta il loro nuovo singolo Shoot Me, mentre la tv danese TV2 ha usato la canzone Dead Beat per uno spot televisivo.
Nel 2008 il gruppo ha vinto la finale europea del Bodog Battle of the Bands. Grazie a questa vittoria il gruppo ha incominciato a fare concerti in Canada e negli Stati Uniti.
A Friend in London hanno preso parte al Dansk Melodi Grand Prix 2011 con la canzone New Tomorrow scritta da Lise Cabble e Jakob Glæsner, vincendo la competizione. Grazie a questa vittoria il gruppo ha rappresentato la Danimarca all'Eurovision Song Contest 2011 a Düsseldorf, posizionandosi quinta nella serata finale.

## Discografia

### Album
- 2013 - Unite

### EP
- 2009 - A Friend in London EP

### Album Live
- 2012 - Smukfest 2012 (Live)

### Singoli
- 2005 - Thoughts of a Boheme
- 2005 - Dead Beat
- 2005 - Shoot Me
- 2006 - Easy
- 2009 - The Light
- 2009 - What A Way
- 2010 - Solo Machine
- 2010 - Now You're Here
- 2010 - Break and Fall
- 2011 - New Tomorrow
- 2012 - Calling a Friend
- 2012 - Get Rich in Vegas
- 2013 - Rest from the Streets (feat. Carly Rae Jepsen)